# Чемпионат мира по хоккею с мячом среди женщин 2006
Чемпионат мира по хоккею с мячом среди женщин 2006 является вторым женским чемпионатом мира по хоккею с мячом. Турнир прошёл в городе Розвилл, штат Миннесота, США с 13 по 18 февраля 2006 года. Чемпионом мира во второй раз подряд стала сборная Швеции.

## Результаты

### Групповой турнир
| Место | Сборная   | И | В | Н | П | М       | +/- | Очки |
| ----- | --------- | - | - | - | - | ------- | --- | ---- |
| 1     | Швеция    | 5 | 5 | 0 | 0 | 32 — 2  | +30 | 10   |
| 2     | Россия    | 5 | 3 | 1 | 1 | 24 — 8  | +16 | 7    |
| 3     | Норвегия  | 5 | 2 | 2 | 1 | 11 — 12 | −1  | 6    |
| 4     | Финляндия | 5 | 2 | 0 | 3 | 7 — 18  | −11 | 4    |
| 5     | Канада    | 5 | 1 | 0 | 4 | 2 — 19  | −17 | 2    |
| 6     | США       | 5 | 0 | 1 | 4 | 1 — 18  | −17 | 1    |

### Результаты матчей
| Дата       | Участники матча      | Результат |
| ---------- | -------------------- | --------- |
| 14 февраля | Финляндия — Россия   | 0 — 8     |
| 14 февраля | Швеция — США         | 7 — 0     |
| 14 февраля | Канада — Норвегия    | 0 — 4     |
| 14 февраля | Швеция — Россия      | 7 — 1     |
| 14 февраля | Финляндия — США      | 2 — 0     |
| 15 февраля | Швеция — Норвегия    | 8 — 1     |
| 15 февраля | Финляндия — Канада   | 3 — 1     |
| 15 февраля | Россия — США         | 7 — 0     |
| 15 февраля | Норвегия — Финляндия | 4 — 2     |
| 15 февраля | Россия — Канада      | 7 — 0     |
| 16 февраля | Швеция — Канада      | 5 — 0     |
| 16 февраля | Норвегия — США       | 1 — 1     |
| 16 февраля | Швеция — Финляндия   | 5 — 0     |
| 16 февраля | Россия — Норвегия    | 1 — 1     |
| 16 февраля | Канада — США         | 1 — 0     |

## Финальный турнир

### Матч за 5-е место
| Дата       | Участники матча | Результат |
| ---------- | --------------- | --------- |
| 17 февраля | США — Канада    | 2 — 0     |

### Полуфиналы
| Дата       | Участники матча    | Результат |
| ---------- | ------------------ | --------- |
| 17 февраля | Норвегия — Россия  | 0 — 2     |
| 17 февраля | Швеция — Финляндия | 4 — 0     |

### Матч за 3-е место
| Дата       | Участники матча      | Результат |
| ---------- | -------------------- | --------- |
| 18 февраля | Финляндия — Норвегия | 1 — 2     |

### Финал
| Дата       | Участники матча | Результат |
| ---------- | --------------- | --------- |
| 18 февраля | Швеция — Россия | 3 — 1     |

## Итоговая таблица чемпионата
|    | Команда   | И | ГЗ | ГП | Очки |
| -- | --------- | - | -- | -- | ---- |
|    | Швеция    | 7 | 39 | 3  | 14   |
|    | Россия    | 7 | 27 | 11 | 9    |
|    | Норвегия  | 7 | 13 | 15 | 8    |
| 4. | Финляндия | 7 | 8  | 24 | 4    |
| 5. | США       | 6 | 3  | 18 | 3    |
| 6. | Канада    | 6 | 2  | 21 | 2    |